# 四海波國右エ門
四海波 國右エ門（しかいなみ くにえもん）は、江戸時代の大相撲の第64代大関。番付上は「九州」頭書。
安永9年（1780年）冬場所(10月)、いきなり東大関として大相撲入りしたが、1番も相撲を取らないまま1場所のみで即引退となってしまった。

## 主な成績
- 通算成績：0勝0敗10休

| 1780年 | x | 東大関 引退 0–0–10 |
| 各欄の数字は、「勝ち-負け-休場」を示す。 優勝 引退 休場 十両 幕下 三賞：敢=敢闘賞、殊=殊勲賞、技=技能賞 その他：★=金星 番付階級：幕内 - 十両 - 幕下 - 三段目 - 序二段 - 序ノ口 幕内序列：横綱 - 大関 - 関脇 - 小結 - 前頭（「#数字」は各位内の序列） |   |                    |